# Jonathan Marray
Jonathan Marray (ur. 10 marca 1981 w Liverpoolu) – brytyjski tenisista, zwycięzca Wimbledonu 2012 w grze podwójnej.

## Kariera tenisowa
Zawodowym tenisistą Marray był w latach 2000–2017. Wielokrotnie wygrywał i osiągał finały w zmaganiach rangi ATP Challenger Tour w grze podwójnej. Najwyższe – 215. miejsce w singlu osiągnął podczas notowania 25 kwietnia 2005 roku. 28 stycznia 2013 roku zanotował 15. pozycję w deblu, co było jego najwyższą lokatą.
Podczas Wimbledonu 2012 zwyciężył w zawodach gry podwójnej mężczyzn. Był on pierwszym Brytyjczykiem od czasów Marka Coxa w 1977 roku, który dostał się do półfinałów debla na kortach All England Lawn Tennis and Croquet Club. Marray to także pierwszy brytyjski finalista Wimbledonu w grze podwójnej od 1960 roku i pierwszy triumfator od 1936 roku. W zawodach wystąpił dzięki dzikiej karcie przyznanej przez organizatorów. Razem z partnerem, którym był Frederik Nielsen, pokonali rozstawione pary w tym m.in. najbardziej utytułowanych deblistów – braci Bryanów. W meczu o mistrzostwo zmierzyli się z Robertem Lindstedtem oraz Horią Tecău, których pokonali 4:6, 6:4, 7:6(5), 6:7(5), 6:3. Łącznie Marray triumfował w 3 turniejach ATP World Tour oraz uczestniczył w 5 finałach.

### Finały w turniejach ATP World Tour
| Legenda                                      |
| -------------------------------------------- |
| Wielki Szlem                                 |
| Igrzyska olimpijskie                         |
| Tennis Masters Cup / ATP Finals              |
| ATP Masters Series / ATP Tour Masters 1000   |
| ATP International Series Gold / ATP Tour 500 |
| ATP International Series / ATP Tour 250      |

#### Gra podwójna (3–5)
| Końcowy wynik | Nr | Data             | Turniej           | Nawierzchnia  | Partner              | Przeciwnicy                             | Wynik finału                  |
| ------------- | -- | ---------------- | ----------------- | ------------- | -------------------- | --------------------------------------- | ----------------------------- |
| Zwycięzca     | 1. | 7 lipca 2012     | Wimbledon, Londyn | Trawiasta     | Frederik Nielsen     | Robert Lindstedt Horia Tecău            | 4:6, 6:4, 7:6(5), 6:7(5), 6:3 |
| Finalista     | 1. | 21 czerwca 2013  | Eastbourne        | Trawiasta     | Colin Fleming        | Alexander Peya Bruno Soares             | 6:3, 3:6, 8–10                |
| Finalista     | 2. | 28 lipca 2013    | Atlanta           | Twarda        | Colin Fleming        | Édouard Roger-Vasselin Igor Sijsling    | 6:7(6), 3:6                   |
| Finalista     | 3. | 23 lutego 2014   | Marsylia          | Twarda (hala) | Paul Hanley          | Julien Benneteau Édouard Roger-Vasselin | 6:4, 6:7(6), 11–13            |
| Zwycięzca     | 2. | 11 stycznia 2015 | Ćennaj            | Twarda        | Lu Yen-hsun          | Raven Klaasen Leander Paes              | 6:3, 7:6(4)                   |
| Finalista     | 4. | 22 lutego 2015   | Marsylia          | Twarda (hala) | Colin Fleming        | Marin Draganja Henri Kontinen           | 4:6, 6:3, 8–10                |
| Zwycięzca     | 3. | 19 lipca 2015    | Newport           | Trawiasta     | Aisam-ul-Haq Qureshi | Nicholas Monroe Mate Pavić              | 4:6, 6:3, 10–8                |
| Finalista     | 5. | 17 lipca 2016    | Newport           | Trawiasta     | Adil Shamasdin       | Sam Groth Chris Guccione                | 4:6, 3:6                      |